# Clytra nigrocincta
Clytra nigrocincta es un coleóptero de la familia Chrysomelidae. Fue descrita científicamente por primera vez en 1848 por Lacordaire.